# Eucarphia vinetella
Eucarphia vinetella is een vlinder uit de familie snuitmotten (Pyralidae). De wetenschappelijke naam van de soort werd als Tinea vinetella in 1787 gepubliceerd door Johann Christian Fabricius.
De soort komt voor in Europa.